# Amchad
Amchad är ett berg i Marocko.   Det ligger i regionen Drâa-Tafilalet, i den östra delen av landet, 300 km sydost om huvudstaden Rabat. 